# عبد الله علي (لاعب كرة قدم إماراتي)
عبد الله علي (مواليد 21 فبراير 1985، لاعب كرة قدم إماراتي يجيد اللعب في الوسط.
لعب سابقاً لأندية النصر والإمارات و الأهلي وحتا و دبا .

## روابط خارجية
- عبد الله علي على موقع Soccerway.com (الإنجليزية)